# 北美洲足球聯盟
北美洲足球聯盟（英語：North American Football Union，簡稱NAFU）是隸屬中北美洲及加勒比海足球協會在「北美洲區」的地區組合國際足球組織。

## 會員
北美洲足球聯盟包含中北美洲及加勒比海足球協會4個北美會員中的3個：
1. 加拿大
2. 墨西哥
3. 美国

第4個北美會員百慕達是加勒比海足球聯盟的會員。

## 競賽

### 國家隊
北美洲足球聯盟的3個會員自動晉級美洲金盃決賽週，因此不用如中美洲足球聯盟（UNCAF）和加勒比海足球聯盟（CFU）般需要舉辦外圍賽。但作為中北美洲及加勒比海足球協會成員，於美洲金盃前曾舉辦兩項競賽：

北美洲足球聯盟會員（橙色），中北美洲及加勒比海足球協會會員（橙色及駝色）

- 1990年北美國家盃（North American Nations Cup 1990）[2]；
- 1991年北美國家盃（North American Nations Cup 1991）[3]。

### 球會
區內有一項由「北美洲區」兩個聯賽墨西哥足球超級聯賽和美國職業足球大聯盟的球會競爭的盃賽，雖然是獲得中北美洲及加勒比海足球協會認可的官方競賽，但卻不是由北美洲足球聯盟舉辦。
- 北美超级联赛

## 外部連結
- CONCACAF official site（页面存档备份，存于）